# HD 109286
HD 109286 — одиночная звезда в созвездии Девы на расстоянии приблизительно 180 световых лет (около 55,1 парсек) от Солнца. Визуальная звёздная величина звезды — +8,77m. Возраст звезды определён как около 800 млн лет.
Вокруг звезды обращается, как минимум, одна планета.

## Характеристики
HD 109286 — жёлтый карлик спектрального класса G4V, или G5. Масса — около 0,931 солнечной, радиус — около 0,928 солнечного, светимость — около 0,799 солнечной. Эффективная температура — около 5562 K.

## Планетная система
В 2020 году группой астрономов было объявлено об открытии планеты HD 109286 b.
В 2019 году учёными, анализирующими данные проектов Hipparcos и Gaia, у звезды обнаружена планета HIP 61298 c.